# Cerro Azul (Misiones)
Cerro Azul – miasto w Argentynie, w prowincji Misiones, w departamencie Leandro N. Alem.
Według danych szacunkowych na rok 2010 miejscowość liczyła 3 049 mieszkańców.